# 48888 REXIS
48888 REXIS è un asteroide della fascia principale. Scoperto nel 1998, presenta un'orbita caratterizzata da un semiasse maggiore pari a 2,2933348 au e da un'eccentricità di 0,1815333, inclinata di 4,03992° rispetto all'eclittica.